# Paolo Casarin
Pour les articles homonymes, voir Casarin.
Paolo Casarin (né le 15 mai 1940 à Mestre, une frazione de la commune de Venise, en Vénétie) est un ancien arbitre italien de football.

## Biographie
Débutant en 1974, Paolo Casarin devient arbitre international de 1978 à 1988.

## Carrière
Paolo Casarin a officié dans des compétitions majeures  : 
- Coupe du monde de football de 1982 (2 matchs)
- Coupe d'Italie de football 1983-1984 (finales aller et retour)
- Coupe d'Europe des vainqueurs de coupe de football 1984-1985 (finale)
- Coupe d'Italie de football 1987-1988 (finale aller)
- Euro 1988 (1 match)